# Severin Benz

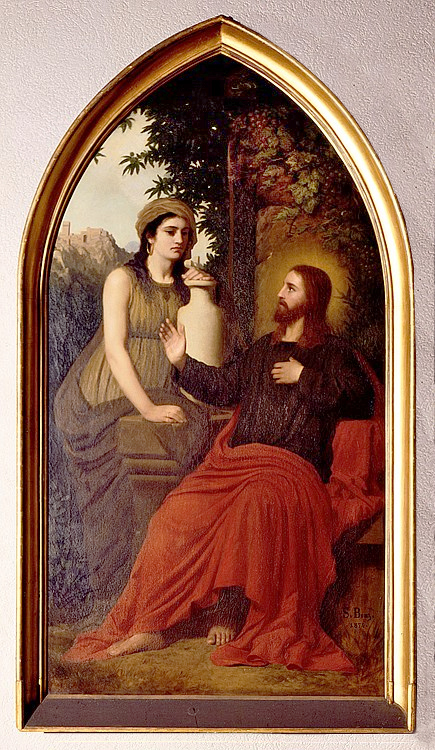
Samariterin am Brunnen

Severin Benz (* 14. März 1834 in Marbach, Kanton St. Gallen; † 2. November 1898 in München) war ein Schweizer Kirchen- und Porträtmaler sowie Zeichner und Aquarellist.

## Leben
Severin Benz wurde seit 1850 als Kunstschlosser in Feldkirch ausgebildet. 1853 zog er nach München und nahm am Polytechnikum Zeichenunterricht. Von 7. Mai 1854 bis 1865 studierte er an der Königlichen Akademie der Künste in München, bei Hermann Anschütz und ab 1857 bei Karl von Piloty. Noch als Student malte Benz ab 1859 seine ersten Altarbilder. Nach dem Studium blieb er in München tätig.
1866 heiratete er Amalie Stecher, die bereits 1868 starb. 1873 heiratete er die Witwe Carolina Fässler-Stoffel und wurde 1874 Vater des Sohnes Leo.
1873 besuchte er Italien. Die Sommermonate verbrachte er in der Schweiz und im bayerischen Inntal. Bei den Besuchen in seinem Heimatkanton St. Gallen sammelte Benz Aufträge für Altarbilder und Porträts. Er beschäftigte sich hauptsächlich mit religiösen Themen. Er schuf etwa 30 Altar- und Andachtsbilder.
Seine frühen Werke zeigen Einflüsse der Nazarener und der Piloty-Schule, nach 1870 wurde er von Anselm Feuerbach beeinflusst. Neben Ölbildern und Aquarellen schuf Benz Fresken, u. a. im Westflügel des Maximilianeums. Am Rande seiner Tätigkeit malte Benz Landschaftsbilder und auch Stillleben. Seine Auferstehung (1863) diente als Vorlage für einen Stahlstich von Heinrich Merz.

## Werke
- 1874: Madonnenfresko an der Villa Bayer (Berchtesgaden)